# Waldemar Ratajczak
Waldemar Ratajczak (ur. 17 marca 1946 we Wrocławiu – polski geograf, profesor nauk przyrodniczych, specjalista geografii społeczno-ekonomicznej, pilot szybowcowy i działacz organizacji lotniczych.

## Życiorys
Jest uważany za przedstawiciela poznańskiej szkoły geograficznej.
Pełnił szereg funkcji na UAM oraz organizacjach lotniczych; był m.in. kierownikiem Zakładu Ekonometrii Przestrzennej, dyrektorem Instytutu Geografii Społeczno-Ekonomicznej i Gospodarki Przestrzennej, wiceprezesem Poznańskiego Towarzystwa Przyjaciół Nauk, wiceprezesem Aeroklubu Polskiego, wiceprezesem Europejskiej Organizacji Sportów Lotniczych, prezesem Polskiego Stowarzyszenia Motoszybowcowego.